# Weiterbildungsberatung
|                                                   | Dieser Artikel wurde im Portal Bildungsbeteiligung zur Verbesserung eingetragen. Hilf mit, ihn zu bearbeiten, und beteilige dich an der Diskussion! |
| Vorlage:Portalhinweis/Wartung/Bildungsbeteiligung | |

Bei der Weiterbildungsberatung handelt es sich um eine Form der Bildungsberatung. In ihrem Fokus stehen Ausbildungs- und Berufswege und die Auswahl passender Weiterbildungsangebote und -anbieter. Mit Anstieg der Bedeutung des Lebenslangen Lernens für den gesamten Lebensverlauf von der Schulzeit bis ins Rentenalter nimmt auch der Bedarf an Beratung in verschiedenen Bereichen und Lebensabschnitten stetig zu. Allerdings liegt noch kein elaboriertes Konzept für die Beratung vor.

## Aufgabenbereiche der Weiterbildungsberatung
Die Weiterbildungsberatung kann aus analytischer Perspektive in zwei wesentliche Aufgabenbereiche differenziert werden: die personenbezogene Beratung und die organisationsbezogene Beratung. Beide Beratungsfelder können jeweils in weitere Unterbereiche unterteilt werden. In der Realität ist diese strikte analytische Trennung der Aufgabenbereiche aufgrund fließender Übergänge jedoch nicht möglich. Hier können auch Mischformen vorkommen.

### Personenbezogene Weiterbildungsberatung
Die personenbezogene Weiterbildungsberatung wird in die drei Dimensionen der Orientierungsberatung, der Kompetenzentwicklungsberatung und der Lernberatung unterteilt. Der bis vor einiger Zeit häufig verwendete Begriff der Bildungslaufbahnberatung, die eine Weiterbildungsberatung im engeren Sinne darstellt, bezieht sich auf die Dimensionen der Orientierungs- und Kompetenzentwicklungsberatung.

#### Orientierungs- und Kompetenzentwicklungsberatung
Bei der Orientierungsberatung steht die Unterstützung von Personen bei ihrer Orientierung und Entscheidung für individuell geeignete Weiterbildungsangebote sowie Berufswege im Vordergrund.
Vor dem Hintergrund der Entwicklung neuer Beschäftigungsformen, der damit einhergehenden Zunahme individueller Patchwork-Biografien von Bildungs- und Berufswegen sowie der Zielvorstellung des lebenslangen Lernens hat die längerfristig aus- und festgelegte Berufs- und Karrierelaufbahnberatung an Bedeutung verloren. Inzwischen stellt sich ein neuer Aufgabenbereich der Weiterbildungsberatung heraus, welcher am besten mit dem Wort Kompetenzentwicklungsberatung beschrieben werden kann. Die Kompetenzentwicklungsberatung unterstützt Individuen bei der biografiebezogenen Dokumentation und Bilanzierung ihrer vorhandenen Kompetenzen. Zudem steht die Identifikation von Entwicklungspotenzialen und die Auswahl passender Strategien zur Kompetenzentwicklung entsprechend dem Bildungs- und Erwerbsprofil der Personen im Mittelpunkt der Beratung. Die Inhalte der Kompetenzentwicklungsberatung spielen nicht nur auf individueller Ebene eine wichtige Rolle. Auch auf bildungspolitischer Ebene hat dieser Aufgabenbereich der Weiterbildungsberatung eine enorme Relevanz. So werden beispielsweise non-formal und informell erworbene Kompetenzen sowie deren Bilanzierung und Zertifizierung auf europäischer Ebene immer wichtiger für die internationale Anerkennung von Kompetenzen und die damit verbundene Steigerung der Mobilität von Arbeitskräften.
Alle Weiterbildungsinstitutionen (z. B. Berufs- und Arbeitsberatung der Bundesagentur für Arbeit, Handwerkskammern, Industrie- und Handelskammern, eigenständige Beratungsstellen sowie auch regionale Netzwerke, die Beratung durchführen) bieten in irgendeiner Art und Weise Kompetenzentwicklungsberatung an. Dabei unterscheiden sich die Angebote der Institutionen jedoch nach ihrem Umfang, ihren Beratungsschwerpunkten und den Zielgruppen. Auch Führungskräften kommt inzwischen im Rahmen der Durchführung von Karriere- und Zielvereinbarungsgesprächen vor allem in Großbetrieben eine weiterbildungsrelevante Beratungsfunktion zu.
In einem Forschungsprojekt von Schiersmann und Remmele (2004) wurden u. a. die Gründe und Ziele der Kompetenzentwicklungsberatung von verschiedenen Institutionen und Anbietern erfasst. Die Ergebnisse der Untersuchung reichten von personenbezogener Weiterbildungsberatung als individuelle Orientierungshilfe bei der Auswahl passender Weiterbildungsmaßnahmen über die Deckung von Qualifizierungslücken bis hin zur Beratung für eine erfolgreiche Vermittlung in den Arbeitsmarkt. Diese Projektresultate lassen die bei Schiersmann 2011 genannten Zielperspektiven von Bildungs- und Berufsberatung auch bei der personenbezogenen Weiterbildungsberatung erkennen:
- Erhöhung der persönlichen Beschäftigungsfähigkeit auf individueller Ebene durch Stärkung der bildungs- und berufsbiografischen Gestaltungskompetenz,
- Steigerung der Effektivität und Effizienz des Bildungssystems auf bildungspolitischer Ebene durch Senkung von Abbruchquoten und Fehlzuweisungen,
- Stärkung des Arbeitsmarktes auf arbeitsmarktpolitischer Ebene durch Angebot von optimal qualifiziertem Arbeitskräftepotenzial und
- Förderung der sozialen Integration von eher ausgegrenzten Personengruppen, wie z. B. Migranten, Geringqualifizierten oder Arbeitslosen auf gesellschaftspolitischer Ebene sowie Steigerung von Möglichkeiten zur gesellschaftlichen Teilhabe.

#### Lernberatung
Zuletzt spielt neben der Orientierungs- und der Kompetenzentwicklungsberatung auch die Lernberatung eine wichtige Rolle im Rahmen der personenbezogenen Weiterbildungsberatung. Lernberatung fokussiert auf Individuen, die sich unmittelbar vor oder in einer konkreten Lernsituation befinden. Ursprünglich war das Konzept der Lernberatung eher defizitorientiert auf Zielgruppen mit Lernproblemen ausgerichtet. Die Anforderungen an die Lernberatung änderten sich jedoch mit der zunehmenden Fokussierung auf selbstgesteuertes Lernen, auf non-formale und informelle Lernkontexte sowie durch den gesteigerten Einsatz neuer Technologien und der damit einhergehenden stärkeren Nutzung computer- und netzbasierter Lernkontexte. Als charakteristisch für den Wandel der Lernkultur kann die Abkehr von der Vermittlungsperspektive von Lehrenden hin zur Entwicklung einer Aneignungsperspektive der Lernenden angesehen werden. Heutzutage steht bei der Lernberatung die Ressourcenorientierung im Vordergrund, die durch eine intensive Reflexion des Lernprozesses einzeln oder in Lerngruppen erreicht wird. Die Reflexion kann beispielsweise in Form von Feedback, in Lernkonferenzen oder durch Lerntagebücher angeregt werden. E-Learning- und Blended-Learning-Konzepte sowie Lernzentren werden im Rahmen von individualisierter Lernberatung immer wichtiger. Generell ist Lernberatung, welche in der Arbeit von Weiterbildnerinnen und Weiterbildnern alltäglich zu finden ist, ein wesentlicher Bestandteil pädagogischen Handelns.

### Organisationsbezogene Beratung
Die organisationsbezogene Beratung ist ein Arbeitsfeld der Weiterbildungsberatung. Unter dem Begriff der organisationsbezogenen Beratung ist eine Beratungsform zu verstehen, die sich auf Organisationen, Institutionen und Systemen erstreckt.  Schiersmann differenziert innerhalb des Begriffes zwischen Qualifizierungsberatung für Betriebe und Organisationsberatung für Weiterbildungseinrichtungen.

#### Qualifizierungsberatung für Betriebe
Grundsätzlich kann die Qualifizierungsberatung als eigenständige Leistung, aber auch im Kontext anderer Beratungsdisziplinen erfolgen. Festzustellen ist in der Praxis jedoch, dass die Qualifizierungsberatung für Betriebe häufig parallel zu anderen Beratungsformen verläuft. Insbesondere im Rahmen von Management- und Organisationsberatung ist ein beiläufiges in Erscheinung treten vermehrt zu beobachten, wodurch die überwiegende Zahl der Anbieter als privatwirtschaftlich einzustufen sind. Dennoch stellt die Qualifizierungsberatung, wie oben bereits erwähnt, ebenso ein eigenständiges Tätigkeitsfeld dar, welches wiederum klar von den öffentlich-rechtlichen Anbietern verwaltet wird. Hier sind insbesondere Verbände und Kammern federführend.
Die Zielgruppe der Qualifizierungsberatung bezieht sich vor allem auf kleine und mittlere Betriebe, die aufgrund von fehlender Kapazitäten sowie mangelndem know-how auf Unterstützung in Form der Beratung angewiesen sind. Im Vordergrund einer solchen ganzheitlichen Qualifizierungsberatung steht die Ausgestaltung der Qualifizierungsstrategien und eine Flankierung betrieblicher Weiterbildungsprozessen. Die Aufgabe der unabhängigen Qualifizierungsberatung besteht demnach darin, konkrete Gebiete der Weiterbildung zu erschließen und somit passgenaue sowie unternehmensspezifische Bildungsangebote mittels Bedarfsanalysen zu ermitteln. Folglich intendiert die Qualifizierungsberatung eine Stärkung der Innovationskraft, eine Förderung der Wettbewerbsfähigkeit und eine Modernisierung der bereits vorherrschenden Strukturen.

#### Organisationsberatung für Weiterbildungseinrichtungen
Als soziale Mikrosysteme unterliegen Weiterbildungseinrichtungen – wie andere Institutionen auch – ständigen Veränderungen, die durch ihr Eingebettetsein in gesellschaftliche Gegebenheiten und durch ihre Auseinandersetzung damit von ebendiesen nicht-statischen Gegebenheiten determiniert sind. Insbesondere aufgrund der wandelnden Teilnehmerinteressen und Marktbedingungen ist die Organisationsberatung von besonderer Bedeutung. Bezweckt werden sollen vor allem die Ausgestaltung effizienter Arbeitsabläufe sowie die Einführung betriebswirtschaftlicher Steuerungsinstrumente in Weiterbildungseinrichtungen. Neben der Zielsetzung der unterscheidbaren Positionierung der Einrichtungen untereinander sowie dem konformen Umgang mit den Herausforderungen des Weiterbildungsmarktes gelten als weitere Anlässe für die Organisationsberatung die Verbesserung der Kommunikation, die Umstrukturierung von Aufgaben- und Zuständigkeitsbereichen und die Einführung von Qualitätsmodellen.

### Typen der Beratung
Einen wichtigen Teil der Beraterkompetenz stellt die Fähigkeit dar, eine situationsspezifische Gestaltung der Schnittstelle zwischen psychosozialer Beratung und nicht-psychologischem Sachwissen herzustellen. Der Berater muss demnach in der Lage sein, die Lebens- und Arbeitssituation des Ratsuchenden zu verstehen und zudem Informationen über Weiterbildungsangebote und die Rahmenbedingungen der Teilnahme zu vermitteln.
Auf dieser Basis wurden von Gieseke folgende drei Typen von Beratung entwickelt:
| Beratungstyp                   | Ausgangssituation | Erwartung an Beratung                                                                                        |
| ------------------------------ | --- | --- |
| Informative Beratung           | Ratsuchende haben vor Beginn der Beratung bereits relevante emotionale, kognitive und motivationale Fragen geklärt (Selbstkonzeption ist vorhanden) | von Beratungssituation werden hauptsächlich Informationen zu Kursen o. Ä. erwartet                           |
| Situative Beratung             | Ratsuchende sind sich über Situation im Klaren, für die sie eine Beratung benötigen                                                                 | von Beratungssituation wird Abklärung von Motiven und Interessen erwartet                                    |
| Biographieorientierte Beratung | Ratsuchende haben zu Beginn der Beratung keine eindeutige Suchrichtung                                                                              | von Beratungssituation wird die Klärung persönlicher Lebensperspektiven in Bezug auf Bildungsfragen erwartet |

## Der Berater
Die Tätigkeit als Weiterbildungsberater existiert ohne die Grundlage eines differenzierten Berufsbildes. Des Weiteren gibt es weder eine geschützte Berufsbezeichnung noch einen spezifischen Studiengang.
Der Arbeitskreis Bildungs- und Weiterbildungsberatung des Deutschen Städtetags hat deshalb eine Empfehlung hinsichtlich Anforderungsprofil und Basisqualifikation für Weiterbildungsberater vorgestellt:
„a) ein abgeschlossenes Hochschul- oder Fachhochschulstudium;
b) eine beraterische Zusatzqualifikation oder Berufserfahrung;
c) EDV-Kenntnisse
d) eine mindestens einjährige Berufserfahrung, möglichst im Bildungsbereich“.
Zudem spielen folgende Kompetenzen eine wichtige Rolle:
- Kommunikations- und Kooperationsfähigkeit
- Moderations- und Prozessgestaltungskompetenz
- pädagogisch-psychologische Kenntnisse
- Wissen u. a. zum Bildungssystem, zur Arbeitsmarktsituation und zum Sozialsystem.[24]

Die Industrie- und Handelskammer hat darüber hinaus ebenfalls ein Funktionsbild für die IHK-Weiterbildungsberatung entwickelt. Hierbei ist zu beachten, dass es sich bei den IHK-Weiterbildungsberatern sowohl um Ansprechpartner für ratsuchende Personen als auch ratsuchende Betriebe handelt. Folgende Qualifikationen werden als relevant erachtet:
1. Kenntnisse betrieblicher Personal- und Organisationsentwicklung
2. Grundkenntnisse betriebs- und volkswirtschaftlicher Zusammenhänge, ggf. technisches Verständnis
3. Bildungspolitische Grundkenntnisse
4. Kenntnis und Bewertung des Weiterbildungsmarktes
5. Kenntnis des einschlägigen Weiterbildungsrechts
6. Grundkenntnis der Andragogik (Didaktik, Methodik, Psychologie, Soziologie).[25]

Zudem gehen aus dem Funktionsbild der IHK-Weiterbildungsberatung folgende Anforderungen hervor:
- abgeschlossenes Hochschulstudium
- Erfahrung in der betrieblichen Personalarbeit
- Erfahrungen als Dozent in der Erwachsenenbildung

## Anbieter
Verschiedene Institutionen bieten im Weiterbildungsbereich professionelle Beratungsdienstleistungen an. Diesen Anbietern können die verschiedenen Aufgaben (personenbezogene, organisationsbezogene Beratung) aufgrund der großen Heterogenität in diesem Feld nicht direkt zugeordnet werden.
In einer empirischen Bestandsaufnahme zum Angebot an Weiterbildungsberatung in Deutschland ließen sich verschiedene Schwerpunktsetzungen bei den Angeboten und Zielgruppen der Einrichtungen feststellen. Unterschieden werden kann zwischen eigenständigen Beratungsstellen und Beratungsstellen, die an andere Institutionen angegliedert sind. Im ersten Fall sind vor allem Weiterbildungsberatungsstellen gemeint, die in Deutschland im Rahmen von Modellprojekten seit den 1980er Jahren in Kommunen eingerichtet wurden. Unter den zweiten Fall können die Weiterbildungsberatungsstellen der Industrie- und Handelskammern (IHK) und Handwerkskammern (HWK), die Weiterbildungseinrichtungen selbst sowie in ihnen angesiedelten Beratungsstellen und die Personal- und Weiterbildungsabteilungen von Großbetrieben gezählt werden. Darüber hinaus gibt es Netzwerke die Dienstleistungen im Bereich der Weiterbildungsberatung anbieten. Auch Gewerkschaften bieten bereits heute und vermutlich in der Zukunft noch intensiver Weiterbildungsberatung für ihre Mitglieder an. Ein weiteres Merkmal der Beratungsanbieter auf dem Weiterbildungsmarkt ist, dass sie trägerabhängig und trägerunabhängig/-neutral sind. Bei der regionalen Verbreitung von Weiterbildungsberatungsanbietern in Deutschland gibt es zum Teil große Unterschiede zwischen den Bundesländern und darüber hinaus wird auf ein starkes Stadt-Land-Gefälle hingewiesen. In großen Städten mit 500.000 bis 1.000.000 Einwohnern gibt es die meisten Beratungsinstitutionen. In Städten und Gemeinden mit weniger als 20.000 Einwohnern sind Weiterbildungsberatungsangebote eher selten. Die Beratungslandschaft gilt aus Sicht der Experten aufgrund ihrer hohen Heterogenität und Segmentierung für Ratsuchende bislang als intransparent hinsichtlich der Zuständigkeiten der Aufgabenbereiche der verschiedenen Institutionen. Es gibt verschiedene Online-Suchmaschinen über die Interessenten Beratungsstellen in ihrer Region finden können, z. B. das Portal Beratungssuche des InfoWeb Weiterbildung (IWWB), das deutschlandweit Beratungsangebote zeigt und zusätzliche Suchmaschinen und Online-Portale, die sich auf bestimmte Anbieter oder Regionen beschränken.

### Eigenständige Weiterbildungsberatungsstellen
Eigenständige Weiterbildungsberatungsstellen bieten ausschließlich Weiterbildungsberatung – im Vordergrund personenbezogene Beratung – an. Zu ihren Zielgruppen zählen vor allem Problemgruppen des Arbeitsmarktes, wie z. B. die in den Modellversuchen der 90er und 80er Jahre adressierten bildungsferneren Bevölkerungsgruppen. Darüber hinaus gibt es Beratungsstellen, die sich an spezifizierte Zielgruppen richten, beispielsweise an Frauen, die nach der Familienzeit wieder in den Beruf einsteigen möchten, richten z. B. Frau+Beruf-Stellen. Laut Angabe von Schiersmann gab es im Jahr 2010 ca. 100 solcher Beratungsstellen in Deutschland. Der Aufbau und der Bestand von eigenständigen trägerunabhängigen Beratungsstellen wird von der Frage nach ihrer Finanzierung und Notwendigkeit maßgeblich beeinflusst.

### Beratung in Weiterbildungseinrichtungen
Die Arbeitsschwerpunkte der Berater, die für Weiterbildungseinrichtungen arbeiten und der Weiterbildungseinrichtungen selbst, liegen in der Lernberatung, was sich daraus ergibt, dass diese hauptsächlich Anbieter von Weiterbildungskursen sind. Darüber hinaus gehört bei einigen Anbietern auch die trägerübergreifende Orientierungsberatung zu den Aufgaben. Als relevanteste Zielgruppe werden auch hier eher Problemgruppen des Arbeitsmarktes genannt. Die Beratungsangebote der Volkshochschule, als größtem Träger von Weiterbildungseinrichtungen in Deutschland, können auf deren Website eingesehen werden.

### Die Agenturen für Arbeit als Beratungsanbieter
Weiterbildungsberatung gehört laut § 30 des Dritten Buches Sozialgesetzbuch zu den Aufträgen der Agenturen für Arbeit. Ihr Angebot richtet sich an alle Erwerbspersonen, dabei überwiegen aber die Angebote für Arbeitslose im Rahmen der Berufsberatung. Zudem beraten die Agenturen für Arbeit auch Betriebe hinsichtlich der Weiterbildungsmöglichkeiten für Mitarbeitende.

### Die Kammern als Beratungsanbieter
Die Beratungsangebote der Kammern, die auch Anbieter von Weiterbildungen sind, richten sich gleichermaßen an Arbeitnehmer, vor allem Fach- und Führungskräfte und Personen, die einen beruflichen Aufstieg planen sowie Arbeitgeber im Rahmen der Organisationsberatung. Das Beratungsangebot der Industrie- und Handelskammern ist trägerneutral und objektiv. Informationen zum jeweiligen Angebot der Handwerkskammern sind auf den Webseiten der regionalen Kammern zu finden. Die Themenschwerpunkte der Beratung sind beispielsweise bei der HWK Hannover die Beratung über individuelle Karrierewege insbesondere zu Meisterprüfungen, Kursen, Lehrgängen und Fördermöglichkeiten. Handwerkskammern haben in der Regel Weiterbildungsexperten, die die personen- und organisationsbezogene Beratung durchführen, darüber hinaus werden auch Hotlines und Infoveranstaltungen angeboten z. B. von der HWK Aachen.

### Beratung in regionalen Netzwerken
In den Netzwerken, die im Rahmen des Bundesministeriums für Bildung und Forschung (BMBF)-Forschungsprojektes Lernende Regionen initiiert wurden, wurden Bildungsberatungsagenturen aufgebaut, die sowohl personenbezogene als auch organisationsbezogene Beratungsformen anbieten. Mit den lernenden Regionen sind in jeder dieser Regionen laut einer Untersuchung zu den Ausgestaltungsformen der (Weiter)bildungsberatung eigenständige und differenzierte Beratungsansätze entstanden. Netzwerke beraten hauptsächlich über geeignete Beratungsanbieter, indem sie den Ratsuchenden an diese weiterleiten und tragen so dazu bei, dass die Vernetzung zwischen regionalen Beratungsinstitutionen gestärkt wird, führen aber auch selbst Weiterbildungsberatung durch.

### Beratungsdienstleistungen von Personal- und Weiterbildungsabteilungen in Großbetrieben
In der Regel unterhalten Großbetriebe Personal- und Weiterbildungsabteilungen, die einzelne Mitarbeiter aber auch Abteilungen oder Unternehmensbereiche hinsichtlich Qualifizierungs- und Weiterbildungsfragen beraten. Für die Zukunft wird vermutet, dass die Funktion der Weiterbildungsberatung verstärkt in der Form des Coachings von Führungskräften übernommen wird und den im Rahmen der Organisationsentwicklung durchgeführten Beurteilungs-, Zielklärungs- bzw. Karrieregesprächen darüber hinaus eine gesteigerte Wichtigkeit zukommen wird.